# Tom Christie
Pour les articles homonymes, voir Christie.
Pas d'image ? Cliquez ici

a Compétitions nationales et continentales officielles uniquement.

b Matchs officiels uniquement.
Dernière mise à jour le 20 novembre 2021.
Tom Christie, né le 4 mars 1998 à Christchurch (Nouvelle-Zélande), est un joueur néo-zélandais de rugby à XV jouant au poste de troisième ligne aile. Il évolue avec les Crusaders en Super Rugby depuis 2020, et avec la province de Canterbury en NPC depuis 2017.

## Carrière

### En club
Tom Christie est né à Christchurch dans la région de Canterbury, et suit ses études à la Shirley Boys' High School (en). Il pratique le rugby à XV avec l'équipe de son établissement entre 2013 et 2015, et en devient le capitaine lors de sa dernière saison,. Avec cette équipe, il participe au championnat lycéen régional, dont il est finaliste en 2015. 
En 2016, après avoir fini le lycée, il rejoint l'académie des Crusaders afin de terminer sa formation rugbystique. Il représente ainsi l'équipe des moins de 19 ans de Canterbury en 2017, ainsi que les Crusaders Knights (équipe espoir des Crusaders) cette même année,. Il joue également en club avec le Christchurch FC dans le championnat amateur de la région de Canterbury. Parallèlement à sa pratique du rugby, il étudie à l'université de Canterbury dans le domaine du génie civil,.
En octobre 2017, il appelé en cours de saison de National Provincial Championship (NPC) par la province de Canterbury, et fait ses débuts professionnels à l'occasion de la finale de la compétition contre Tasman, alors qu'il est âgé de 19 ans,. Remplaçant au coup d'envoi, il entre en jeu lors des cinq dernières minutes, et participe ainsi à la victoire de son équipe,.
L'année suivante, après avoir joué une nouvelle fois avec les Crusaders Knights lors de la première partie de l'année, il est officiellement retenu dans l'effectif de Canterbury pour disputer la saison 2018 de NPC,. Lors de sa première saison complète avec sa province, il s'impose rapidement comme le titulaire habituel au poste de troisième ligne côté ouvert (n°7), et dispute onze rencontres. Il est toutefois remplaçant lors de la finale de la compétition, que son équipe perd contre Auckland après prolongations,. En 2019, il perd sa place de titulaire en faveur de Billy Harmon (en), mais joue tout de même onze rencontres.
En novembre 2019, il est retenu dans l'effectif de la franchise des Crusaders pour disputer la saison 2020 de Super Rugby,. Il joue son premier match le 1er février 2020 contre les Waratahs. Avant que la saison ne soit interrompue à cause de la pandémie de Covid-19, il dispute tous les matchs de son équipe comme titulaire, et s'impose comme le successeur de Matt Todd dans le rôle du troisième ligne plaqueur-gratteur,. Il termine la saison en tête du classement des meilleurs plaqueurs du championnat. Plus tard la même année, il remporte la première édition du Super Rugby Aotearoa avec son équipe, et après cette première saison réussie, prolonge son contrat jusqu'en 2023. 
Toujours en 2020, il prend part à la rencontre entre le Nord et le Sud (en) avec l'équipe de l'île du Sud, que son équipe remporte,.
En mars 2021, il se blesse gravement à une épaule lors d'un match de Super Rugby Aotearoa face aux Chiefs, ce qui l'écarte des terrains pour le restant de l'année 2021,.

### En équipe nationale
Tom Christie joue avec la sélection scolaire néo-zélandaise (en) en 2015.
Il est par la suite sélectionné avec l'équipe de Nouvelle-Zélande des moins de 20 ans en 2017 et 2018. En 2017, il participe au championnat du monde junior 2017 en Géorgie, que son équipe remporte,. L'année suivante, il est nommé capitaine pour le championnat du monde junior en France. Son équipe termine la compétition à la quatrième place, après une défaite face à la France en demi-finale, puis face à l'Afrique du Sud en petite finale,. Malgré ces résultats décevants, il est élu meilleur jeune joueur de Nouvelle-Zélande en décembre 2018.

## Palmarès

### En franchise
- Vainqueur du National Provincial Championship en 2017 avec Canterbury.
- Vainqueur du Super Rugby Aotearoa en 2020 et 2021 avec les Crusaders.
- Vainqueur du Super Rugby en 2022, 2023 et 2025 avec les Crusaders.

### En équipe nationale
- Vainqueur du Championnat du monde junior en 2017 avec l'équipe de Nouvelle-Zélande des moins de 20 ans.